# Музеј Међимурја Чаковец
Музеј Међимурја Чаковец је завичајни музеј који је основала Међимурска жупанија.

## Историја
Музеј Међимурја Чаковец је основан као Музеј града Чаковца 19. фебруара 1954, а почео је са радом 15. марта исте године као комплексни музеј завичајног типа. Сакупљачка политика је од самог почетка везана искључиво за подручје Међимурја, а карактер музеја је дефинисан као културно-просветни. Музеј је у почетку имао само два запослена, директора и кустоса Александра Шултајса и Стјепана Лајнера, административног референта који је радио и на сецирању и фотографисању грађе. Обојица су уређивали музејски простор и обилазили цело Међимурје бициклима како би прикупили уметнички и историјски материјал за фонд музеја. Како би се грађани подстакли да донирају или продају предмете за музеј априла 1954. у Дому синдиката је организована културно-историјска изложба са циљем да се јавност упозна са будућом делатношћу музеја. Већина предмета за изложбу је позајмљена и касније откупљена од грађана за музејски фонд у настајању. Септембра 1954. се управа музеја преселила у просторије тврђаве Стари град како би музеј отворили за јавност 29. маја 1955. Цео комплекс Старог града је 1. јула 1955. стављен под заштиту и статус културно-историјског споменика одлуком Хрватског рестаураторског завода у Загребу. Године 1962. је музеј постао власник целокупне Староградске зграде, а 1965. је усвајањем статута преименован у Музеј Међимурја Чаковец. Стална поставка музеја је прве деценије била у мањој згради тврђаве, а након исељења Гимназије из централне палате Старог града се постепено 1967. сели на први и други спрат зграде где се и данас налази. Музеју припада и археолошко налазиште некадашњег павлинског манастира са капелом Свете Јелене у Шенковцу и родна кућа Ладислава Краља која је од 1979. године претворена у Спомен-збирку Ладислава Краља Међимурца са сталном и галеријском изложбом отвореном за јавност.